# Calcio, Bergamo
Calcio là một đô thị ở tỉnh Bergamo, Lombardia, Italia. Đô thị này có diện tích 15 km2, dân số 5083 người.